# Capsicum caballeroi
Capsicum caballeroi là loài thực vật có hoa trong họ Cà. Loài này được M.Nee mô tả khoa học đầu tiên năm 2006.